# ジョージ・ラッセル (レーシングドライバー)
ジョージ・ウィリアム・ラッセル（George William Russell, 1998年2月15日 - ）は、イギリス・ノーフォーク州キングズ・リン出身のレーシングドライバー。身長185cm、体重70kg。

## 経歴

### カート
イギリス（イングランド）・ノーフォーク州キングス・リンで誕生。2006年からカートを始めキャリアをスタートさせる。2009年には、「イギリス・オープン・チャンピオンシップ - コメル・カデット」「MSA カートマスターズ・グランプリ - コメル・カデット」の両選手権を制覇する。2010年は、「フォーミュラ・カート・スターズ - ミニ・マックス」「カートマスターズ・イギリス・グランプリ - ロータックス・ミニ・マックス」「スーパー1・ナショナル・ロータックス・ミニ・マックス・チャンピオンシップ」の3選手権でタイトルを獲得した。2011年からラッセルはKF3カテゴリーへ進み、「SKUSA スーパーナショナルズ XV - TaG ジュニア」や翌年の「CIK-FIA ヨーロピアン・KF3・チャンピオンシップ」を制覇した。2013年にはKF1カテゴリーの「CIK-FIA ワールド・チャンピオンシップ - KF1」へ参戦するものの、総合19位でシーズンを終える。

### フォーミュラ・ルノー2.0
2014年から「フォーミュラ・ルノー2.0 アルプス・チャンピオンシップ」への参戦が決まりシングル・シーターデビューを果たす。当初は、プレマ・パワーチームからデビューする予定だったが最終的にコイラネンGPよりデビューすることになった。体調不良により1ラウンド欠場する事態もあったが、最終的に総合4位の好成績を収めた。第3戦レッドブル・リンク・レース1では2位に入り表彰台を獲得した。
同時に「ユーロカップ・フォーミュラ・ルノー2.0 チャンピオンシップ」にも出場。ゲストドライバーとして2ラウンドに出走した。第3戦はコイラネンGPから、最終戦はテック1・レーシングからの出走。最終戦ヘレス・サーキット・レース2ではポールトゥウィンを達成する。

### フォーミュラ4
2014年は、「フォーミュラ・ルノー2.0」シリーズと同時期に「BRDC イギリス・フォーミュラ4選手権」（BRDC British Formula 4 Championship）へ参戦する。シーズンを通じ、チームメイトのアルジュン・マイニと共にタイトル争いを繰り広げた。最終的に、3ポイント差でタイトルを獲得した。
タイトルを獲得したため、オフシーズンにヤス・マリーナ・サーキットで開催されるGP3のテストに参加できる権利が与えられ、アーデン・インターナショナルから出走した。12月には、「マクラーレン・オートスポーツ・BRDC・アワード」に選出され受賞した。
2015年2月、「ブリティッシュ・レーシング・ドライバーズ・クラブ - スーパースターズ・プログラム」に加わる12人のドライバーの1人に選ばれた。

### フォーミュラ3
2015年は、カーリン（Carlin）から「FIA ヨーロッパ・フォーミュラ3選手権」へ参戦した。開幕戦シルバーストン・サーキット・レース2で初優勝を果たす。その後もコンスタントにポイントを獲得し、203ポイントの総合6位で終えた。ルーキー・チャンピオンシップでは、シャルル・ルクレールに次ぐ2位となる。
2015年9月には、ザントフォールト・サーキットで開催される「マスターズ・オブ・フォーミュラ3」に参戦する。予選レースでは4位入り、決勝レースではさらに順位を上げアントニオ・ジョヴィナッツィに次ぐ2位でフィニッシュした。マカオグランプリにもカーリンから出場する予定であったが、開催直前にユーロフォーミュラ・オープン・チャンピオンシップに参戦していた金丸悠にシートを譲る形となった。
翌年の「FIA ヨーロッパ・フォーミュラ3選手権」では、ハイテックGPから参戦。2勝して総合3位に入りランキング上位で終えた。

### GP3シリーズ
2017年1月、ARTグランプリとドライバー契約を結び「GP3シリーズ」への参戦が決まった。2016年11月には、ヤス・マリーナ・サーキットで行われたポストシーズンテストに参加している。

### FIA フォーミュラ 2
2018年は、FIA フォーミュラ2選手権に参戦し、チャンピオンを勝ち取る。

### F1

#### テストドライバー時代
2016年11月、2017年シーズンよりメルセデスのジュニア・ドライバー・プログラムの一環としてチームに加わったことが発表。年明けの1月には、同チームの開発ドライバーとして携わる契約を結んだ。さらに翌年の11月8日、フォースインディアから、ラスト2戦のフリー走行1回目を担当することが発表された。2018年10月12日、ウィリアムズの正ドライバーとして複数年契約成立。2019年シーズン参戦が可能となった。
現行ルールでフォーミュラ4→3→2→1とステップアップしたドライバーは彼が初のケースである。

#### ウィリアムズ時代
2019年
チームメイトはリザーブ兼開発ドライバーから昇格し2010年以来9年ぶりのF1復帰を果たすこととなったロバート・クビサ。
ウィリアムズのマシンは戦闘力不足であり予選Q1敗退が常態化していたが、第12戦でQ2進出まであと一歩まで迫り、決勝でもレーシング・ポイントのストロールとアルファロメオのジョヴィナッツィを抑えきり16位完走。他にも母国レースのイギリスGPでは14位完走。ブラジルGPでは12位完走を記録している。また、予選ではクビサに全勝。決勝もマシントラブルに遭遇していないこともあり、開幕戦から完走記録を伸ばしていたため、マックス・チルトン以来、2人目となる「デビューシーズン全戦完走」の達成も見えていたが、第15戦にロマン・グロージャンに接触されリタイア。また、クビサが繰り上がりという形ではあるが入賞したため、この年は20人中唯一のノーポイントドライバーとなった。第4戦アゼルバイジャンGPでは、FP1でコース上のマンホールの蓋が浮き、フロアを直撃している。
後に、この時期の給料は（ユーロで）5ケタであったこと、一方で支出はトレーナーやアシスタントへの支払い、飛行機代などで6ケタに達し、赤字であったことを示唆している。
2020年
チームメイトは前年リザーブドライバーを務めていたニコラス・ラティフィとなる。
2019新型コロナウイルスの世界的流行の影響により、F1は休止状態となった。その関係でF1バーチャルGPが行なわれ、参戦。8戦中4連勝という形で4勝を挙げ、シムマイスターの称号を手にした。
第2戦はキャリア初の予選Q2進出を果たし、12番手を記録。第9戦トスカーナGPでは序盤に7台がリタイアとなる波乱の展開となり一時9番手を走行したが、他車のクラッシュで赤旗が出たことで再スタート時に順位を落とし11位に終わった。
第15戦までの間、最高位の関係からランキングではラティフィに遅れをとっていたものの、予選成績では勝利し続ける結果を残していた。12月1日、メルセデスから所属するルイス・ハミルトンが決勝翌日となる11月30日に体調不良を感じたこともあり、追加で新型コロナウイルス感染症の検査を受けた結果、陽性反応が確認されたことが発表され、同時にその場合の規定に従いハミルトンの第16戦の欠場が決定。メルセデスはハミルトンの代役の手配を検討しだしたが、メディアはリザーブドライバーのストフェル・バンドーンよりもラッセルが最有力候補として浮上していると報道。12月2日になり、メルセデスはハミルトンの代役としてラッセルの起用を発表。また、それに伴い空くウィリアムズのシートには同チーム所属のリザーブドライバー、ジャック・エイトケンが起用されることとなった。
第16戦サヒールGPでは、メルセデスからの出走という形ではあるが、キャリア初の予選Q3進出からの2番手を獲得。決勝も一時首位に浮上するものの、62周目にセーフティーカーが入ったタイミングでピットインした際に、無線の問題で誤ってボッタスのタイヤを履かされるミスが発生し再ピットインを余儀なくされ5位に転落。その後追い上げを見せて2位にまで浮上するが後輪にスローパンクチャーが発生し再交換、最終的に9位フィニッシュ。自身初ポイントを獲得しファステストラップも記録した。
2021年
ウィリアムズ3年目。チームメイトの変更はなし。
第9戦オーストリアGPで、個人としては2回目、ウィリアムズ所属としては初の予選Q3進出を果たし、9番手を獲得（前のマシンのペナルティによる順位変動により8番手スタート）。チームに2018年イタリアグランプリ以来の予選Q3進出の記録をもたらした。決勝では10位入賞も目前まで迫ったが、タイヤが限界を迎え、11位完走に終わった。
その後、第11戦ハンガリーGPでは、今季初の予選Q1落ち（16番手）となるが、決勝はスタート直後の多重クラッシュとなり、クラッシュの後処理のため、赤旗中断となるが、その過程で入賞圏内へ浮上。レース再開後も入賞圏内を維持し続け、9位でチェッカーを受け、ウィリアムズ所属での初入賞を記録した（前の順位のマシンが失格処分となったことによる順位変動により記録上は8位入賞となる）。
第12戦ベルギーGPではウエットコンディション下で行われた予選において今季3回目となるQ3進出を果たし、最終的に2番手を獲得。決勝は荒天で通常のレース走行は行われなかったものの、ハーフポイントレースの要件を満たした形かつほぼ予選時の順位のまま終了。その結果、自身の2番手がレース結果の2位となり、キャリア初の表彰台を獲得した。
前年のメルセデスでの代役出走で一定の活躍を見せた事、メルセデスとの育成契約下である事、ラッセルとウィリアムズの契約は今年で終了する事から、2022年のメルセデスのドライバーとして起用されるか否かで注目される状況となっていた。その過程で様々なうわさが飛び交ったが、最終的にはメルセデス所属中のバルテリ・ボッタスがアルファロメオとの複数年契約の締結の発表後となる9月7日、メルセデスからラッセルとの複数年契約の締結と同時に2022年のドライバーとして起用することが発表された。

#### メルセデスAMG時代
2022年
ウィリアムズからメルセデスへ移籍。チームメイトはルイス・ハミルトン。第13戦ハンガリーGPでは自身初のポールポジションを獲得した。第21戦サンパウロGPでは、土曜日のスプリントレースで初優勝を飾り、翌日の決勝でも1位を守り抜き参戦81戦目で初めてGP優勝を果たした。
2023年
引き続きメルセデスから参戦。この年は未勝利で表彰台もわずか2回と寂しいものとなった。チームメイトのハミルトンとは予選は互角だったが、決勝では大きく差を付けられた。
2024年
引き続きメルセデスから参戦。この年の「ロレンツォ・バンディーニ賞」を受賞した。

## レース戦績

### 略歴
| 年   | シリーズ                                        | チーム                                              | レース             | 勝利               | PP                 | FL                 | 表彰台             | ポイント           | 順位               |
| ---- | ----------------------------------------------- | --------------------------------------------------- | ------------------ | ------------------ | ------------------ | ------------------ | ------------------ | ------------------ | ------------------ |
| 2014 | BRDC・フォーミュラ4選手権（英語版）             | ラナン・レーシング                                  | 24                 | 5                  | 3                  | 4                  | 11                 | 483                | 1位                |
| 2014 | フォーミュラ・ルノー2.0 アルプス（英語版）      | コイラネンGP（英語版）                              | 12                 | 0                  | 0                  | 0                  | 0                  | 123                | 4位                |
| 2014 | ユーロカップ・フォーミュラ・ルノー2.0（英語版） | コイラネンGP（英語版）                              | 2                  | 0                  | 0                  | 0                  | 0                  | -                  | NC†                |
| 2014 | ユーロカップ・フォーミュラ・ルノー2.0（英語版） | テック1・レーシング（英語版）                       | 2                  | 1                  | 1                  | 1                  | 1                  | -                  | NC†                |
| 2015 | FIA フォーミュラ3・ヨーロピアン選手権           | カーリン                                            | 33                 | 1                  | 0                  | 0                  | 3                  | 203                | 6位                |
| 2015 | マスターズ・オブ・フォーミュラ3                 | カーリン                                            | 1                  | 0                  | 0                  | 0                  | 1                  | -                  | 2位                |
| 2016 | FIA フォーミュラ3・ヨーロピアン選手権           | ハイテック・グランプリ（英語版）                    | 30                 | 2                  | 3                  | 3                  | 10                 | 264                | 3位                |
| 2016 | マカオグランプリ                                | ハイテック・グランプリ（英語版）                    | 1                  | 0                  | 1                  | 0                  | 0                  | -                  | 7位                |
| 2017 | GP3シリーズ                                     | ARTグランプリ                                       | 15                 | 4                  | 4                  | 5                  | 7                  | 220                | 1位                |
| 2017 | フォーミュラ1                                   | メルセデスAMG・ペトロナス・フォーミュラワン・チーム | テストドライバー   | テストドライバー   | テストドライバー   | テストドライバー   | テストドライバー   | テストドライバー   | テストドライバー   |
| 2017 | フォーミュラ1                                   | サハラ・フォース・インディアF1チーム                | テストドライバー   | テストドライバー   | テストドライバー   | テストドライバー   | テストドライバー   | テストドライバー   | テストドライバー   |
| 2018 | FIA フォーミュラ2選手権（英語版）               | ARTグランプリ                                       | 24                 | 7                  | 5                  | 6                  | 11                 | 287                | 1位                |
| 2018 | フォーミュラ1                                   | メルセデスAMG・ペトロナス・フォーミュラワン・チーム | リザーブドライバー | リザーブドライバー | リザーブドライバー | リザーブドライバー | リザーブドライバー | リザーブドライバー | リザーブドライバー |
| 2018 | フォーミュラ1                                   | サハラ・フォース・インディアF1チーム                | テストドライバー   | テストドライバー   | テストドライバー   | テストドライバー   | テストドライバー   | テストドライバー   | テストドライバー   |
| 2019 | フォーミュラ1                                   | ロキット・ウィリアムズ・レーシング                  | 21                 | 0                  | 0                  | 0                  | 0                  | 0                  | 20位               |
| 2020 | フォーミュラ1                                   | ウィリアムズ・レーシング                            | 16                 | 0                  | 0                  | 0                  | 0                  | 3                  | 18位               |
| 2020 | フォーミュラ1                                   | メルセデスAMG・ペトロナス・フォーミュラワン・チーム | 1                  | 0                  | 0                  | 1                  | 0                  | 3                  | 18位               |
| 2021 | フォーミュラ1                                   | ウィリアムズ・レーシング                            | 22                 | 0                  | 0                  | 0                  | 1                  | 16                 | 15位               |
| 2022 | フォーミュラ1                                   | メルセデスAMG・ペトロナス・フォーミュラワン・チーム | 22                 | 1                  | 1                  | 4                  | 8                  | 275                | 4位                |
| 2023 | フォーミュラ1                                   | メルセデスAMG・ペトロナス・フォーミュラワン・チーム | 22                 | 0                  | 0                  | 1                  | 2                  | 175                | 8位                |
| 2024 | フォーミュラ1                                   | メルセデスAMG・ペトロナス・フォーミュラワン・チーム | 24                 | 2                  | 4                  | 2                  | 4                  | 245                | 6位                |
| 2025 | フォーミュラ1                                   | メルセデスAMG・ペトロナス・フォーミュラワン・チーム | 13                 | 1                  | 1                  | 1                  | 5                  | 157*               | 4位*               |

- † : ゲストドライバーとしての出走であるため、ポイントは加算されない。
- * : 現状の今シーズン順位。

### BRDC・フォーミュラ4選手権
| 年                | エントラント       | 1       | 2       | 3       | 4       | 5       | 6       | 7       | 8       | 9       | 10    | 11      | 12        | 13      | 14      | 15      | 16       | 17      | 18      | 19      | 20      | 21        | 22      | 23    | 24      | DC  | ポイント |
| ----------------- | ------------------ | ------- | ------- | ------- | ------- | ------- | ------- | ------- | ------- | ------- | ----- | ------- | --------- | ------- | ------- | ------- | -------- | ------- | ------- | ------- | ------- | --------- | ------- | ----- | ------- | --- | -------- |
| 2014年 （英語版） | ラナン・レーシング | SIL 1 5 | SIL 2 1 | SIL 3 1 | BRH 1 4 | BRH 2 3 | BRH 3 1 | SNE 1 3 | SNE 2 3 | SNE 3 6 | OUL 1 | OUL 2 6 | OUL 3 Ret | SIL 1 5 | SIL 2 6 | SIL 3 6 | BRH 1 10 | BRH 2 3 | BRH 3 5 | DON 1 2 | DON 2 6 | DON 3 Ret | SNE 1 7 | SNE 2 | SNE 3 1 | 1位 | 483      |

- 太字はポールポジション、斜字はファステストラップ。(key)

### フォーミュラ・ルノー2.0 アルプス・シリーズ
| 年                | エントラント            | 1       | 2       | 3       | 4         | 5       | 6       | 7       | 8       | 9        | 10       | 11      | 12      | 13       | 14      | 順位 | ポイント |
| ----------------- | ----------------------- | ------- | ------- | ------- | --------- | ------- | ------- | ------- | ------- | -------- | -------- | ------- | ------- | -------- | ------- | ---- | -------- |
| 2014年 （英語版） | コイラネンGP （英語版） | IMO 1 6 | IMO 2 9 | PAU 1 4 | PAU 2 Ret | RBR 1 2 | RBR 2 5 | SPA 1 8 | SPA 2 7 | MNZ 1 WD | MNZ 2 WD | MUG 1 5 | MUG 2 7 | JER 1 13 | JER 2 8 | 4位  | 123      |

- 太字はポールポジション、斜字はファステストラップ。(key)

### ユーロカップ・フォーミュラ・ルノー2.0
| 年                | エントラント                   | 1     | 2     | 3     | 4     | 5        | 6        | 7     | 8     | 9     | 10    | 11    | 12    | 13      | 14      | DC  | ポイント |
| ----------------- | ------------------------------ | ----- | ----- | ----- | ----- | -------- | -------- | ----- | ----- | ----- | ----- | ----- | ----- | ------- | ------- | --- | -------- |
| 2014年 （英語版） | コイラネンGP （英語版）        | ALC 1 | ALC 2 | SPA 1 | SPA 2 | MSC 1 15 | MSC 2 22 | NÜR 1 | NÜR 2 | HUN 1 | HUN 2 | LEC 1 | LEC 2 |         |         | NC† | 0        |
| 2014年 （英語版） | テック1・レーシング （英語版） |       |       |       |       |          |          |       |       |       |       |       |       | JER 1 5 | JER 2 1 | NC† | 0        |

- 太字はポールポジション、斜字はファステストラップ。(key)

### FIA フォーミュラ3・ヨーロピアン選手権
| 年                | エントラント                      | エンジン           | 1       | 2        | 3        | 4         | 5       | 6         | 7       | 8       | 9       | 10      | 11      | 12        | 13      | 14       | 15        | 16       | 17      | 18      | 19      | 20      | 21      | 22      | 23        | 24      | 25       | 26      | 27      | 28       | 29      | 30        | 31      | 32      | 33        | DC  | ポイント |
| ----------------- | --------------------------------- | ------------------ | ------- | -------- | -------- | --------- | ------- | --------- | ------- | ------- | ------- | ------- | ------- | --------- | ------- | -------- | --------- | -------- | ------- | ------- | ------- | ------- | ------- | ------- | --------- | ------- | -------- | ------- | ------- | -------- | ------- | --------- | ------- | ------- | --------- | --- | -------- |
| 2015年 （英語版） | カーリン                          | フォルクスワーゲン | SIL 1 8 | SIL 2 1  | SIL 3 5  | HOC 1 11  | HOC 2 9 | HOC 3 18  | PAU 1 8 | PAU 2 6 | PAU 3 8 | MNZ 1 8 | MNZ 2 6 | MNZ 3 7   | SPA 1 6 | SPA 2 13 | SPA 3     | NOR 1 10 | NOR 2 5 | NOR 3 2 | ZAN 1 6 | ZAN 2 5 | ZAN 3 6 | RBR 1 5 | RBR 2 7   | RBR 3 9 | ALG 1 10 | ALG 2 5 | ALG 3 4 | NÜR 1 13 | NÜR 2 8 | NÜR 3 10  | HOC 1 7 | HOC 2 8 | HOC 3 Ret | 6位 | 203      |
| 2016年 （英語版） | ハイテック・レーシング （英語版） | メルセデス         | LEC 1 3 | LEC 2 11 | LEC 3 18 | HUN 1 Ret | HUN 2 4 | HUN 3 Ret | PAU 1 4 | PAU 2 1 | PAU 3   | RBR 1 5 | RBR 2   | RBR 3 Ret | NOR 1 3 | NOR 2 9  | NOR 3 Ret | ZAN 1 7  | ZAN 2 9 | ZAN 3 5 | SPA 1 5 | SPA 2 1 | SPA 3   | NÜR 1 3 | NÜR 2 Ret | NÜR 3 7 | IMO 1 4  | IMO 2 3 | IMO 3 2 | HOC 1 7  | HOC 2 6 | HOC 3 Ret |         |         |           | 3位 | 264      |

- 太字はポールポジション、斜字はファステストラップ。(key)

### マカオグランプリ
| 年                | チーム                 | 車両                     | 予選 | 予選 レース | 決勝 レース |
| ----------------- | ---------------------- | ------------------------ | ---- | ----------- | ----------- |
| 2016年 （英語版） | ハイテックGP（英語版） | ダラーラ・F312（英語版） | 1位  | 5位         | 7位         |

### GP3シリーズ
| 年                | エントラント  | 1         | 2         | 3         | 4         | 5         | 6         | 7           | 8          | 9         | 10        | 11        | 12        | 13        | 14        | 15        | 16        | 順位 | ポイント |
| ----------------- | ------------- | --------- | --------- | --------- | --------- | --------- | --------- | ----------- | ---------- | --------- | --------- | --------- | --------- | --------- | --------- | --------- | --------- | ---- | -------- |
| 2017年 （英語版） | ARTグランプリ | CAT FEA 4 | CAT SPR 5 | RBR FEA 1 | RBR SPR 6 | SIL FEA 1 | SIL SPR 4 | HUN FEA DNS | HUN SPR 11 | SPA FEA 1 | SPA SPR 2 | MNZ FEA 1 | MNZ SPR C | JER FEA 2 | JER SPR 4 | YMC FEA 2 | YMC SPR 4 | 1位  | 220      |

- 太字はポールポジション、斜字はファステストラップ。(key)

### FIA フォーミュラ2選手権
| 年     | エントラント  | 1         | 2          | 3          | 4         | 5         | 6         | 7           | 8           | 9         | 10         | 11        | 12        | 13        | 14        | 15          | 16        | 17        | 18        | 19        | 20        | 21        | 22        | 23        | 24        | DC  | ポイント |
| ------ | ------------- | --------- | ---------- | ---------- | --------- | --------- | --------- | ----------- | ----------- | --------- | ---------- | --------- | --------- | --------- | --------- | ----------- | --------- | --------- | --------- | --------- | --------- | --------- | --------- | --------- | --------- | --- | -------- |
| 2018年 | ARTグランプリ | BHR FEA 5 | BHR SPR 19 | BAK FEA 12 | BAK SPR 1 | CAT FEA 1 | CAT SPR 4 | MON FEA Ret | MON SPR Ret | LEC FEA 1 | LEC SPR 17 | RBR FEA 1 | RBR SPR 2 | SIL FEA 2 | SIL SPR 2 | HUN FEA Ret | HUN SPR 8 | SPA FEA 3 | SPA SPR 7 | MNZ FEA 4 | MNZ SPR 1 | SOC FEA 4 | SOC SPR 1 | YMC FEA 1 | YMC SPR 4 | 1位 | 287      |

- 太字はポールポジション、斜字はファステストラップ。(key)

### フォーミュラ1
| 年     | エントラント         | シャシー              | エンジン                               | 1       | 2       | 3       | 4       | 5      | 6       | 7       | 8       | 9      | 10      | 11      | 12      | 13      | 14      | 15      | 16      | 17     | 18     | 19       | 20       | 21      | 22      | 23     | 24    | WDC  | ポイント |
| ------ | -------------------- | --------------------- | -------------------------------------- | ------- | ------- | ------- | ------- | ------ | ------- | ------- | ------- | ------ | ------- | ------- | ------- | ------- | ------- | ------- | ------- | ------ | ------ | -------- | -------- | ------- | ------- | ------ | ----- | ---- | -------- |
| 2017年 | フォース・インディア | VJM10                 | メルセデス M08 EQ Power+ 1.6 V6 t      | AUS     | CHN     | BHR     | RUS     | ESP    | MON     | CAN     | AZE     | AUT    | GBR     | HUN     | BEL     | ITA     | MAL     | SIN     | JPN     | USA    | MEX    | BRA TD   | ABU TD   |         |         |        |       | -    | -        |
| 2019年 | ウィリアムズ         | FW42                  | メルセデス M10 EQ Power+ 1.6 V6 t      | AUS 16  | BHR 15  | CHN 16  | AZE 15  | ESP 17 | MON 15  | CAN 16  | FRA 19  | AUT 18 | GBR 14  | GER 11  | HUN 16  | BEL 15  | ITA 14  | SIN Ret | RUS Ret | JPN 16 | MEX 16 | USA 17   | BRA 12   | ABU 17  |         |        |       | 20位 | 0        |
| 2020年 | ウィリアムズ         | FW43                  | メルセデス M11 EQ Performance 1.6 V6 t | AUT Ret | STY 16  | HUN 18  | GBR 12  | 70A 18 | ESP 17  | BEL Ret | ITA 14  | TUS 11 | RUS 18  | EIF Ret | POR 14  | EMI Ret | TUR 16  | BHR 12  |         | ABU 15 |        |          |          |         |         |        |       | 18位 | 3        |
| 2020年 | メルセデス           | F1 W11 EQ Performance | メルセデス M11 EQ Performance 1.6 V6 t |         |         |         |         |        |         |         |         |        |         |         |         |         |         |         | SKH 9   |        |        |          |          |         |         |        |       | 18位 | 3        |
| 2021年 | ウィリアムズ         | FW43B                 | メルセデス M12 E Performance 1.6 V6 t  | BHR 14  | EMI Ret | POR 16  | ESP 14  | MON 14 | AZE 17† | FRA 12  | STY Ret | AUT 11 | GBR 129 | HUN 8   | BEL 2‡  | NED 17† | ITA 915 | RUS 10  | TUR 15  | USA 14 | MXC 16 | SÃO 1317 | QAT 17   | SAU Ret | ABU Ret |        |       | 15位 | 16       |
| 2022年 | メルセデス           | F1 W13 E Performance  | メルセデス M13 E Performance 1.6 V6 t  | BHR 4   | SAU 5   | AUS 3   | EMI 411 | MIA 5  | ESP 3   | MON 5   | AZE 3   | CAN 4  | GBR Ret | AUT 4   | FRA 3   | HUN 3   | BEL 4   | NED 2   | ITA 3   | SIN 14 | JPN 8  | USA 5    | MXC 4    | SÃO 1   | ABU 5   |        |       | 4位  | 275      |
| 2023年 | メルセデス           | F1 W14 E Performance  | メルセデス M14 E Performance 1.6 V6 t  | BHR 7   | SAU 4   | AUS Ret | AZE 84  | MIA 4  | MON 5   | ESP 3   | CAN Ret | AUT 78 | GBR 5   | HUN 6   | BEL 68  | NED 17  | ITA 5   | SIN 16† | JPN 7   | QAT 4  | USA 58 | MXC 6    | SÃO Ret4 | LVG 8   | ABU 3   |        |       | 8位  | 175      |
| 2024年 | メルセデス           | F1 W15 E Performance  | メルセデス M15 E Performance 1.6 V6 t  | BHR 5   | SAU 6   | AUS 17† | JPN 7   | CHN 68 | MIA 812 | EMI 7   | MON 5   | CAN 3  | ESP 4   | AUT 14  | GBR Ret | HUN 8   | BEL DSQ | NED 7   | ITA 7   | AZE 3  | SIN 4  | USA 65   | MXC 5    | SÃO 46  | LVG 1   | QAT 43 | ABU 5 | 6位  | 245      |
| 2025年 | メルセデス           | F1 W16 E Performance  | メルセデス M16 E Performance 1.6 V6 t  | AUS 3   | CHN 34  | JPN 5   | BHR 2   | SAU 5  | MIA 34  | EMI 7   | MON 11  | ESP 4  | CAN 1   | AUT 5   | GBR 10  | BEL 512 | HUN 3   | NED     | ITA     | AZE    | SIN    | USA      | MXC      | SÃO     | LVG     | QAT    | ABU   | 4位* | 172*     |

- 太字はポールポジション、斜字はファステストラップ。(key)
- † : リタイアだが、90%以上の距離を走行したため規定により完走扱い。
- 決勝順位右上の小数字はスプリント予選・スプリントレースでの順位。
- ‡ : ハーフポイント。レース周回数が75%未満で終了したため、得点が半分となる。
- * : 現状の今シーズン順位。